# Pseudochariesthes
Pseudochariesthes is een kevergeslacht uit de familie van de boktorren (Cerambycidae). De wetenschappelijke naam van het geslacht werd voor het eerst geldig gepubliceerd in 1934 door Breuning.

## Soorten
Pseudochariesthes omvat de volgende soorten:
- Pseudochariesthes nigroguttata (Aurivillius, 1908)
- Pseudochariesthes nobilis (Jordan, 1894)
- Pseudochariesthes plena (Jordan, 1903)
- Pseudochariesthes superba Breuning, 1962